# ドロッパー
ドロッパー（英：Dropper）とは、イギリス原産のセッター犬種である。純血の犬種ではなく、主に実猟犬として交配されるミックス犬で、犬種名はそのまま英語で「地に伏す」という意味を持つ。別名セット・アンド・ポインター（英：Set and Pointer）。

## 概念
18世紀後半から存在していた交雑種である。セッターの犬種とポインターの犬種をかけ合わせる事により作られる犬種で、セッターのセッティング能力とポインターの氷結するようなポイント能力と熱心な性格を組み合わせる目的でかけ合わせが行われていた。ポピュラーな組み合わせはイングリッシュ・セッターとイングリッシュ・ポインターなどがあるが、組み合わせのバリエーションは非常に豊富である。このような純血種同士のかけ合わせだけでなく、混血のセッターとポインターをかけ合せたり、ドロッパー同士の交配も盛んに行われた。
ドロッパーは主にセッターとして使役され、獲物を探して発見するとセッティングを行うが、このときポインターのように氷結したような静止を行うことが出来た。そしてドロッパーの指す方向をめがけて主人は猟銃を撃ち、獲物を仕留めた。
しかし、ドロッパーの欠点はかけ合わせの仕方によっては気性や能力にムラが生じる事であった。どのようなかけ合わせがいけないのかなどが分かりにくかったため19世紀ごろには衰退し、第二次世界大戦中には一時絶滅してしまった。近年ドロッパーは実猟犬として復活したが、あまりペットとして飼育されていないので外部の目には触れていない。しかし、実は日本でもドロッパーの飼育が行われており、数頭がペットや実猟犬として飼われている。ただし、「ドロッパー」という名前を知らずに飼育を行っている人がほとんどであり、日本国内での知名度もほぼ皆無である。

## 特徴
引き締まった体型で脚が長い。垂れ耳・垂れ尾でコートタイプ及び性格の制限は無い。大型犬サイズで、性格は自制心が強いが情熱的で仕事熱心であることがスタンダード（犬種基準）とされている。運動量がかなり多く、マンション等での室内飼いには向かない。そのようなスペースの狭い場所での飼育を長期的に行うとストレスが慢性化し、破壊的になってしまうこともあるからである。問題行動を避けるためには広い場所で飼育を行い、のびのびと散歩が行えるようにする必要がある。運動量さえ消化できれば、ペットとして飼育するのもそれほど難しくは無い。

## 参考
『デズモンド・モリスの犬種事典』デズモンド・モリス著書、福山英也、大木卓訳 誠文堂新光社、2007年